# Кнежино
Кнежино (на македонска литературна норма: Кнежино; на албански: Knezhina, Кнежина) е село в община Кичево на Северна Македония.

## География
Селото е разположено в областта Горна Копачка на четири километра северозападно от град Кичево.

## История
В XIX век Кнежино е българско село в Кичевска каза в Османската империя. В „Етнография на вилаетите Адрианопол, Монастир и Салоника“, издадена в Константинопол в 1878 година и отразяваща статистиката на населението от 1873 година, Клежико (Kléjiko) е посочено като село с 24 домакинства със 100 жители българи.
Според статистиката на Васил Кънчов („Македония. Етнография и статистика“) към 1900 година в Кнежино живеят 280 българи-християни.
На Етнографската карта на Битолския вилает на Картографския институт в София от 1901 година Кнежино е чисто българско село в Кичевската каза на Битолския санджак с 40 къщи.
Цялото християнско население на селото е под върховенството на Българската екзархия. По данни на секретаря на екзархията Димитър Мишев („La Macédoine et sa Population Chrétienne“) в 1905 година в Кнежино има 280 българи екзархисти.
Статистика, изготвена от кичевския училищен инспектор Кръстю Димчев през лятото на 1909 година, дава следните данни за Кнежино:
| Домакинства | Гурбетчии | Грамотни | Грамотни | Грамотни | Неграмотни | Неграмотни | Неграмотни |
| Домакинства | Гурбетчии | мъже     | жени     | общо     | мъже       | жени       | общо       |
| ----------- | --------- | -------- | -------- | -------- | ---------- | ---------- | ---------- |
| 40          | 35        | 39       | 15       | 54       | 72         | 91         | 163        |

Църквата „Свети Димитър“ е изградена в 1911 година, но е осветена едва на 30 ноември 2005 година от митрополит Тимотей Дебърско-Кичевски.
При избухването на Балканската война 9 души от Кнежино са доброволци в Македоно-одринското опълчение.
След Междусъюзническата война в 1913 година селото попада в Сърбия.
На етническата си карта на Северозападна Македония в 1929 година Афанасий Селишчев отбелязва Кнежино като българско село.
Според преброяването от 2002 година Кнежино има 12 жители македонци.

## Забележителности
Основната забележителност на Кнежино е Кнежинският манастир „Свети Георги“, построен в XI – XII век на основите на по-стар храм.

## Личности
Родени в Кнежино
- Георги Вълев (Григорий Величкович, Велевич) (1839/1845 – 19 декември 1919), български опълченец, по занятие тухлар, на 17 юни 1877 година е зачислен във II рота на I опълченска дружина, на 20 юни е оснавен за кадър на втора серия и на 28 юли е зачислен в III рота на VIII дружина, на 1 август е определен за попълнение и на 5 август е преведен в IV рота на III дружина, уволнен на 24 юни 1878 година, заселва се в Кулата, Русенско, където умира[10][11]